# Štefan Hadalin
Štefan Hadalin (Liubliana, 6 de junio de 1995) es un deportista esloveno que compitió en esquí alpino.
Ganó una medalla de plata en el Campeonato Mundial de Esquí Alpino de 2019, en la prueba combinada. En la Copa del Mundo consiguió un podio en total.
Participó en los Juegos Olímpicos de Pyeongchang 2018, ocupando el octavo lugar en la prueba combinada.

## Palmarés internacional
| Campeonato Mundial | Campeonato Mundial | Campeonato Mundial | Campeonato Mundial |
| Año                | Lugar              | Medalla            | Prueba             |
| ------------------ | ------------------ | ------------------ | ------------------ |
| 2019               | Åre (Suecia)       | Medalla de plata   | Combinada          |